# Peña Blanca, New Mexico
Peña Blanca, New Mexico (енгл. Peña Blanca) насељено је место без административног статуса у америчкој савезној држави Њу Мексико.

## Демографија
По попису из 2010. године број становника је 709, што је 48 (7,3%) становника више него 2000. године.
| Група             | 2000.       | 2010.       |
| Белци             | 82 (12,4%)  | 92 (13,0%)  |
| Афроамериканци    | 6 (0,9%)    | 8 (1,1%)    |
| Азијати           | 0 (0,0%)    | 0 (0,0%)    |
| Хиспаноамериканци | 525 (79,4%) | 527 (74,3%) |
| Укупно            | 661         | 709         |